# 拉萨狗娃花
拉萨狗娃花（学名：Heteropappus gouldii）为菊科狗娃花属的植物。分布在锡金以及中国大陆的西藏等地，生长于海拔2,900米至5,540米的地区，多生长于田边、山坡草地或河滩，目前尚未由人工引种栽培。